# Shehili
Shehili es el quinto álbum de estudio de la banda tunecina de metal progresivo Myrath, lanzado en 2019 por Ear Music.
El nombre del álbum hace referencia al siroco, un viento cálido y seco del Mediterráneo, localmente conocido en Túnez como ″Al-shahyla″ (الشهيلي).
La canción Asl comienza con un relato en árabe que dice:
″يا رياح الشهيلي يا زمان قلاب
يا رياح الشهيلي يا زمان قلاب
من حرقتك غنيلي، ولاو حبابي غراب
دوري في السماء ميلي و…″ 
```
″oh los vientos abrasadores, tiempos cambiantes, 
oh los vientos abrasadores, tiempos cambiantes, todos mis seres queridos ahora son extraños, 
los vientos abrasadores siguen girando en el cielo y alejan todo mi dolor, 
cuando volví, mis heridas habían sanado...″
[
3
]
```

Las canciones Dance y No Holding Back fueron estrenadas como sencillos con sus propios videoclips el 13 de diciembre de 2018 y el 1 de marzo de 2019 respectivamente.

## Lista de canciones
| N.º | Título                 | Duración |  |
| 1.  | «Asl»                  | 1:09     |  |
| 2.  | «Born To Survive»      | 3:34     |  |
| 3.  | «You've Lost Yourself» | 4:53     |  |
| 4.  | «Dance»                | 3:47     |  |
| 5.  | «Wicked Dice»          | 4:11     |  |
| 6.  | «Monster In My Closet» | 4:49     |  |
| 7.  | «Lili Twil»            | 3:47     |  |
| 8.  | «No Holding Back»      | 4:43     |  |
| 9.  | «Stardust»             | 4:02     |  |
| 10. | «Mersal»               | 3:43     |  |
| 11. | «Darkness Arise»       | 4:33     |  |
| 12. | «Shehili»              | 4:20     |  |

## Formación
- Malek Ben Arbia - guitarra
- Zaher Zorgati - voz
- Anis Jouini - bajo
- Elyes Bouchoucha - teclado, voz de apoyo
- Morgan Berthet - batería